# 2 Pułk Piechoty Liniowej
2 Pułk Piechoty Liniowej – pułk piechoty Wojska Polskiego Królestwa Kongresowego.

## Formowanie i zmiany organizacyjne

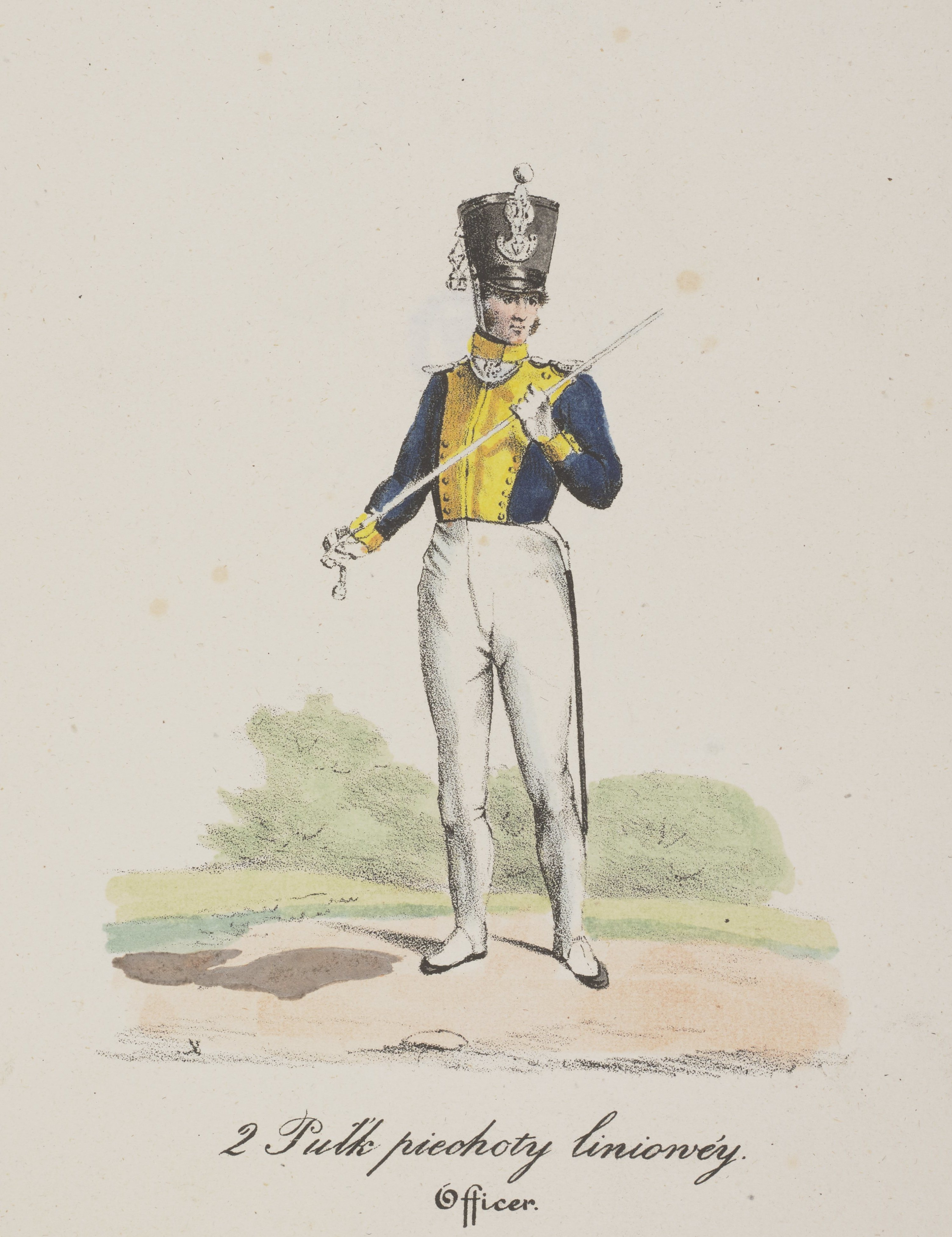
Oficer 2 pułku piechoty liniowej na litografii Józefa Kondratowicza (1829)

Po abdykacji Napoleona, car Aleksander I wyraził zgodę na odesłanie oddziałów polskich do kraju. Miały one stanowić bazę do tworzenia Wojska Polskiego pod dowództwem wielkiego księcia Konstantego. 13 czerwca 1814 pułkowi wyznaczono miejsce koncentracji w Poznaniu.
Pułk sformowany w 1815. 2 pułk piechoty liniowej wraz z 6 ppl tworzył 2 Brygadę 1 Dywizji Piechoty. W okresie pokojowym składał się ze sztabu i dwóch batalionów po cztery kompanie, oraz związanych z batalionami dwoma kompaniami rezerwowymi. Stan kompanii wynosił 4–6 oficerów, 14–16 podoficerów i 184 szeregowych. Stan batalionu 830 żołnierzy. Stan pułku: 5 oficerów starszych, 54–55 oficerów młodszych, 160 podoficerów, 72 muzyków, 1664–1676 szeregowych oraz 5 oficerów i 71-82 podoficerów i szeregowych niefrontowych. W sumie w pułku służyło około 2050 żołnierzy. Pierwsze dwie kompanie pułku były kompaniami wyborczymi, czyli grenadierską i woltyżerską, pozostałe centralnymi zwane fizylierskimi, czyli strzeleckimi. W czasie wojny przewidywano rozwinięcie pułku do czterech batalionów po 8 kompanii każdy. W każdym batalionie etatu wojennego tworzono na bazie jednej z nowo powstałych kompanii kompanię woltyżerską. Wchodził w struktury 1 Dywizji Piechoty. 
Po wybuchu powstania listopadowego zreorganizowano piechotę. Pułk wszedł w skład zreorganizowanej 1 Dywizji Piechoty. 26 kwietnia 1831 przeprowadzono kolejną reorganizację piechoty armii głównej dzieląc ją na pięć dywizji. Pułk pozostał w 2 Brygadzie 1 Dywizji Piechoty.
5 października 1831 2 pułk piechoty liniowej przeszedł granicę pruską pod Grudziądzem i został internowany.
Tradycje 2 pułku piechoty liniowej w III Rzeczypospolitej kontynuował 2 Giżycki pułk zmechanizowany.

## Żołnierze pułku
Pułkiem dowodzili:
- płk Stefan Koszarski (20 stycznia 1815 do roku 1818),
- płk Kazimierz Słupecki (do 27 grudnia 1830),
- ppłk Jan Hiż (zastrzelił się 25 stycznia 1831),
- ppłk Władysław Płonczyński (dowodził od 21 stycznia, poległ w bitwie pod Grochowem 24 lutego),
- mjr Karol Żywult (tymczasowo dowodził do 25 lutego 1831),
- ppłk Stanisław Rychłowski (płk dowodził do 28 lipca 1831),
- ppłk Antoni Gałczyński (1 sierpnia 1831),
- ppłk Zalewski (październik 1831)[11][12].

W pułku służbę pełnił i jako żołnierz walczył w powstaniu listopadowym burzyciel chłopów Kazimierz Deczyński, w 1831 awansowany do stopnia podporucznika.

## Walki pułku

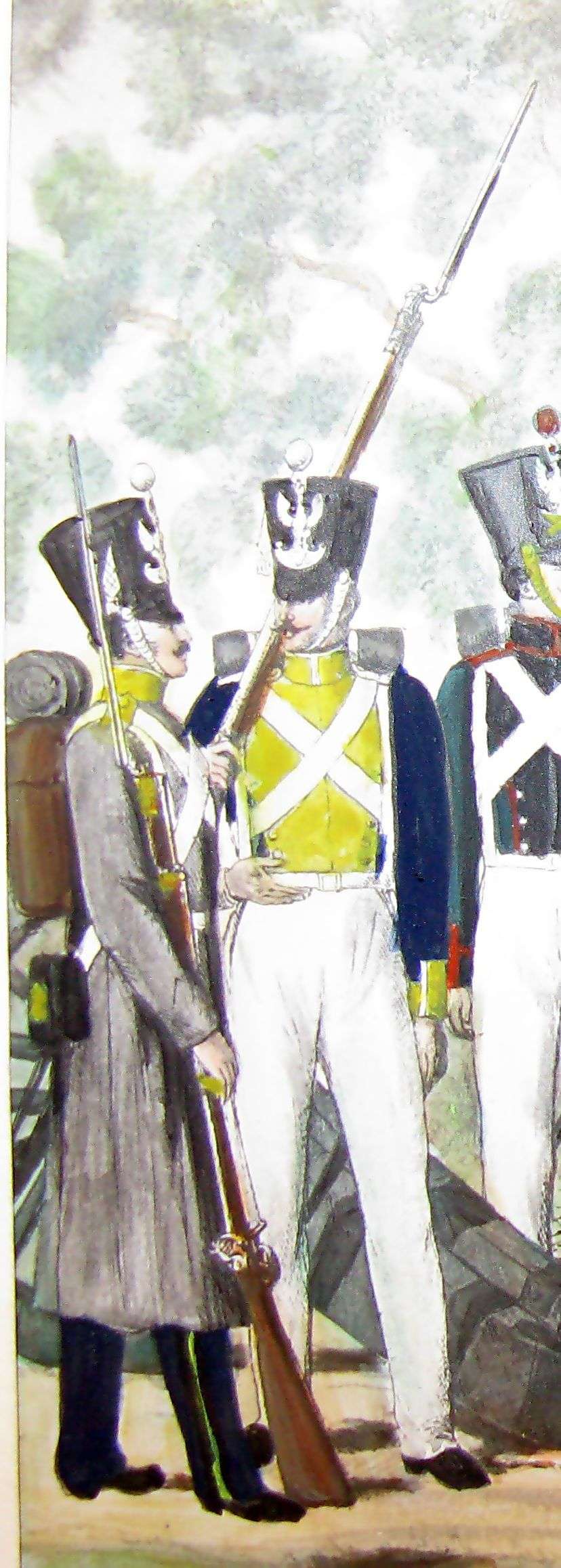
Żołnierze 1. i 2 ppl w czasie powstania listopadowego

Pułk brał udział w walkach w czasie powstania listopadowego. Stacjonujące w Warszawie kompanie wyborcze wzięły udział w walkach Nocy Listopadowej 29 listopada 1830 roku. W grudniu zreorganizowany pułk skoncentrował się w rejonie Warszawy. W lutym walczył pod Wiśniewem  i Wawrem. Następnie osłaniał prawe skrzydło obrony stolicy w bitwie pod Białołęką i pod Grochowem. Podczas wiosennej ofensywy wzdłuż szosy brzeskiej walczył ponownie pod Wawrem, a podczas wyprawy w Lubelskie pod Wronowem. W wyprawie na gwardię rosyjską potykał się pod Długosiodłem, Rutkami i Tykocinem. W maju walczył pod Ostrołęką, w czerwcu pod Paprotnią, a we wrześniu bronił Warszawy. Tu  zakończył swój szlak bojowy.
Po wycofaniu się armii powstańczej do województwa płockiego - przeszedł ostatecznie 5 października granicę pruską pod Grudziądzem.
Bitwy i potyczki: 
- Warszawa (29 listopada 1830)
- Wiśniewo (12 lutego 1831)
- Wawer (19 lutego i 31 marca 1831)
- Białołęka (24 lutego 1831)
- Grochów (25 lutego 1831)
- Wronów (17 kwietnia 1831)
- Kazimierz nad Wisłą (18 kwietnia 1831)
- Długosiodło (16 maja 1831)
- Kołomyka–Rutki (20 maja 1831)
- Tykocin (21 maja 1831)
- Ostrołęka (26 maja 1831)
- Paprotnia (15 czerwca 1831)
- Warszawa (6 i 7 września 1831)
- Bronisze (17 października 1831)

W 1831, w czasie wojny z Rosją, żołnierze pułku otrzymali 38 złotych i 64 srebrne krzyże Orderu Virtuti Militari.

## Uzbrojenie i umundurowanie
Uzbrojenie podstawowe piechurów stanowiły karabiny skałkowe. Pierwotnie  było to karabiny francuskie wz. 1777 (kaliber 17,5 mm), później zastąpione rosyjskimi z fabryk tulskich wz. 1811 (kaliber 17,78 mm). Poza karabinami piechurzy posiadali bagnety i tasaki (pałasze piechoty). Wyposażenie uzupełniała łopatka saperska, ładownica na 40 naboi oraz pochwa na bagnet. 
Umundurowanie piechura składało się z granatowej kurtki i sukiennych, białych spodni. Naramiennik biały, numer dywizji (1) czerwony. Używano czapek czwórgraniastych. Po reformie w roku 1826 wprowadzono pantalony zapinane na guziki. Czapki czwórgraniaste zastąpiono kaszkietami z czarnymi daszkami i białymi sznurami. Na kaszkiecie znajdowała się blacha z orłem, numer pułku oraz ozdobny pompon.

## Chorągiew
Na tle granatowego krzyża kawalerskiego w czerwonym polu, w otoku z wieńca laurowego umieszczony był biały orzeł ze szponami dziobem i koroną złoconą.
Pola między ramionami krzyża – obie części białe, a w rogach płata królewskie inicjały: A I, później M I z koroną, otoczone wieńcami laurowymi.